# Мишель, Катрин
Катрин Мишель (фр. Catherine Michel; род. 15 июня 1948, Амьен) — французская арфистка.
Окончила Парижскую консерваторию, ученица Пьера Жаме. В 1970 году была удостоена второй премии на Международном конкурсе арфистов в Израиле.
С 1970 года солистка Национального оркестра Франции, затем в 1978—2005 гг. солистка оркестра Парижской оперы.
Преподавала в Германии и Швейцарии, в 2000—2003 гг. профессор Королевского колледжа музыки в Лондоне.
Была замужем за композитором Мишелем Леграном (до 2013 года), нередко концертировала вместе с ним, исполняя его музыку.